# Dūshmīān
Dūshmīān (persiska: دوشمیان, Dūsh-e Mīān) är en ort i Iran.   Den ligger i provinsen Kermanshah, i den västra delen av landet, 500 km väster om huvudstaden Teheran. Dūshmīān ligger 1 486 meter över havet och antalet invånare är 660.
Terrängen runt Dūshmīān är varierad, och sluttar österut. Runt Dūshmīān är det ganska tätbefolkat, med 60 invånare per kvadratkilometer. Dūshmīān är det största samhället i trakten. Omgivningarna runt Dūshmīān är i huvudsak ett öppet busklandskap.